# Castrapo
Castrapo (castelhano + trapo) é um termo pejorativo usado na Galiza para fazer referência à mistura de castelhano com multidão de léxico ou formas da língua galega que não existem no castelhano. É considerado socialmente vulgar ou próprio de pessoas analfabetas ou sem formação.
O uso do castrapo ocorre em cidades galegas como Vigo, Santiago ou na Corunha, onde convivem galego-falantes e castelhano-falantes em situação de conflito linguístico (situação diglóssica contaminada).
Nos núcleos galego-falantes acontece o caso contrário, o idioma galego é deturpado com palavras castelhanas. Esta infiltração do castelhano no galego é chamada também de castrapo ou mesmo chapurreado (colidido). 
Exemplo:
- Castrapo: Pecha la ventana.
- Castelhano: Cierra la ventana.
- Galego: Pecha a ventá, Pecha a fiestra, Pecha a xanela (nota: o verbo "fechar" também existe no galego com igual significado do que em português, ainda que o comummente usado seja "pechar").
- Português: Fecha a janela

## Acepção reintegracionista
Existe mais uma acepção desta palavra, empregada informalmente pelos grupos reintegracionistas galegos para se referirem (de um jeito despectivo) à actual norma oficial da língua galega.[carece de fontes?]